# Častonice (Křivoklát)
Častonice jsou malá vesnice a část městyse Křivoklát v okrese Rakovník ve Středočeském kraji.

## Název
Název vesnice je odvozen z osobního jména Častoň ve významu ves lidí Častoňových. V historických pramenech se název objevuje ve tvarech: „v Častonicích“ (1513) a Častonitz (1845, též Častonice).

## Historie
První písemná zmínka o vesnici pochází z roku 1513. Osídlení vsi je doloženo už v době před husitskými válkami. Ve vsi stávaly čtyři dvory, jejich majitelé měli manské povinnosti ke Křivoklátu: tři vykonávali službu posla a jeden se musel podílet na lovech. Majitelem jednoho z dvorů se na začátku šestnáctého století stal rytíř Gryfów, který povinnost služby nahradil platem. Od první poloviny šestnáctého století se u vsi těžila rumělka, dodávaná račickým hrnčířům.

## Obyvatelstvo
| Rok            | 1869 | 1880 | 1890 | 1900 | 1910 | 1921 | 1930 | 1950 | 1961 | 1970 | 1980 | 1991 | 2001 | 2011 | 2021 |
| -------------- | ---- | ---- | ---- | ---- | ---- | ---- | ---- | ---- | ---- | ---- | ---- | ---- | ---- | ---- | ---- |
| Počet obyvatel | 120  | 118  | 129  | 108  | 109  | 87   | 81   | 57   | 63   | 41   | 30   | 25   | 18   | 32   | 35   |
| Počet domů     | 16   | 16   | 17   | 17   | 18   | 17   | 17   | 28   | 28   | 13   | 12   | 16   | 17   | 19   | 21   |

## Pamětihodnosti
- Usedlost čp. 1